# Dzielnica IV Prądnik Biały
Dzielnica IV Prądnik Biały – dzielnica, jednostka pomocnicza gminy miejskiej Kraków. Nazwa pochodzi od wsi Prądnik Biały, włączonej do miasta w dwóch etapach: w latach 1909 i 1941. Do 1990 r. wchodziła w skład dzielnicy Krowodrza. Przewodniczącym Rady i Zarządu Dzielnicy w IX kadencji 2023–2028 jest Barbara Polna.

## Rada i Zarząd Dzielnicy
Rada Dzielnicy IV Prądnik Biały składa się z 21 członków, wybieranych w wyborach powszechnych.

### Członkowie Rady
Wybory do Rady Dzielnicy IV Prądnik Biały z dnia 10 grudnia 2023 r. wyłoniły następujących członków Rady:
1. Dominika Borowiec
2. Grzegorz Chmurzyński
3. Ewelina Dziwak
4. Dominik Franczak
5. Andrzej Koluch
6. Szymon Komoń
7. Michał Kończakowski
8. Jakub Kornecki
9. Jakub Kosek
10. Joanna Kowacka-Kraj
11. Szymon Lidwin
12. Joanna Marcela
13. Dominika Miska
14. Kamila Nosiadek
15. Dariusz Partyka
16. Aleksandra Piotrowska
17. Barbara Polna
18. Jakub Przybycień
19. Jerzy Stochel
20. Tomasz Zarudzki
21. Michał Żurek

### Zarząd[5]
1. Barbara Polna – Przewodnicząca Zarządu
2. Michał Kończakowski – Zastępca przewodniczącego
3. Grzegorz Chmurzyński – Członek Zarządu
4. Ewelina Dziwak – Członkini Zarządu
5. Szymon Lidwin – Członek Zarządu

### Siedziba
Siedziba Rady i Zarządu Dzielnicy IV Prądnik Biały znajduje się w zabytkowym budynku dawnej Austerii Promnickiej (obecnie Zajazd Kościuszkowski) przy ul. Białoprądnickiej 3.

## Demografia
| Rok  | Stan na koniec roku | Uwagi              |
| ---- | ------------------- | ------------------ |
| 2004 | 63.836              |                    |
| 2005 | 64.569              |                    |
| 2006 | 65.280              |                    |
| 2007 | 65.797              |                    |
| 2008 | b/d                 |                    |
| 2009 | 66.472              |                    |
| 2010 | b/d                 |                    |
| 2011 | 67.141              |                    |
| 2012 | 68.320              | stan na 21.02.2012 |
| 2013 | 68.385              | stan na 14.05.2013 |
| 2013 | 68.695              |                    |
| 2014 | 69.135              |                    |
| 2015 | 69.339              |                    |
| 2016 | 69.661              |                    |
| 2018 | 69.876              | stan na 06.01.2018 |
| 2018 | 70.647              |                    |
| 2019 | 71.752              |                    |
| 2020 | 71.706              |                    |
| 2021 | 71.788              |                    |
| 2022 | 72.041              |                    |
| 2023 | 72.386              |                    |

## Osiedla i zwyczajowe jednostki urbanistyczne
- Azory
- Bronowice Wielkie
- Osiedle Gotyk
- Górka Narodowa
- Osiedle Krowodrza Górka
- Osiedle Witkowice Nowe
- Prądnik Biały
- Tonie
- Witkowice
- Żabiniec

## Granice dzielnicy
- Od strony zachodniej od przecięcia wylotu ul. Pasternik z granicą m. Krakowa na północ granicą m. Krakowa do przecięcia z wylotem ul. Władysława Łokietka, następnie zmienia kierunek na wschodni i granicą m. Krakowa biegnie do przecięcia z linią kolejową Kraków – Warszawa,
- z Dzielnicą III graniczy na odcinku – od przecięcia granic m. Krakowa z linią kolejową Kraków – Warszawa w kierunku na południowy zachód wschodnią stroną linii kolejowej Kraków – Warszawa do skrzyżowania z kolejową obwodnicą towarową w rejonie ul. Mariana Langiewicza,
- z Dzielnicą V graniczy na odcinku – od skrzyżowania linii kolejowej Kraków – Warszawa z kolejową obwodnicą towarową w rejonie ul. Mariana Langiewicza w kierunku na zachód północną stroną kolejowej obwodnicy towarowej, która w rejonie stacji kolejowej Kraków – Łobzów łączy się z linią kolejową Kraków – Katowice, do przecięcia z zachodnią stroną ul. Bartosza Głowackiego,
- z Dzielnicą VI graniczy na odcinku – od punktu linii kolejowej na wysokości ul. Bartosza Głowackiego w kierunku na zachód północną stroną linii kolejowej Kraków – Katowice do przecięcia z ul. Armii Krajowej, następnie wschodnią stroną ul. Armii Krajowej w kierunku północnym do Ronda Ofiar Katynia, dalej południową i zachodnią stroną ronda, zmienia kierunek na północno-zachodni i północną stroną ulic: Walerego Eliasza Radzikowskiego, Pasternik – do przecięcia z granicą m. Krakowa.

## Historia
Dzielnica obejmuje swoim terytorium kilka historycznych wsi podkrakowskich (w większości włączonych do Krakowa w 1941 r.), spośród których największą i najstarszą była wieś Prądnik Biały, położona nad rzeką Prądnik (Białuchą) i od niej wywodząca swą nazwę, a pierwotnie obejmującą również tereny późniejszych Witkowic i Górki Narodowej.
Najstarszy zapis dotyczący Prądnika pochodzi z 1123 roku. Ówczesna nazwa to Prutnic. Zapis wskazuje na zwierzchnictwo biskupów krakowskich. W 1220 r. biskup krakowski Iwo Odrowąż założył na jej terenie pierwszy szpital w Krakowie, prowadzony przez Zakon Kanoników Ducha Św. De Saxia. W latach 70. XV w. wieś zwano już Magna Prandnik, co w sto lat później zapisano po raz pierwszy po polsku jako Prądnik Wielki.
Od 1496 jeden z młynów znajdujących się na terenie Prądnika Białego służył jako drukarnia, w I połowie XVI w. dzierżawiony był przez drukarza Jana Hallera. W 1574 r. na błoniach prądnickich szlachta witała przybyłego do Krakowa Henryka Walezego, a w 1697 r. w Prądniku Białym rozpoczął się koronacyjny wjazd do Krakowa Augusta II. W 1794 r. we wsi przebywał Tadeusz Kościuszko (jeśli wierzyć tradycji, odpoczywał pod istniejącym do dziś w parku dworskim jaworem przed bitwą pod Racławicami), natomiast w 1809 r. mieszkał w niej gen. Jan Henryk Dąbrowski. W latach 1913–15 przy ul. Prądnickiej 15 wzniesiono Miejskie Zakłady Sanitarne, zaś w latach trzydziestych wybudowano na Prądniku Klasztor Najświętszej Duszy Chrystusa Pana, którego pierwsza przełożona i założycielka zgromadzenia, Matka Paula Zofia Tajber, spoczywa na prądnickim cmentarzu.

## Ogólna charakterystyka dzielnicy

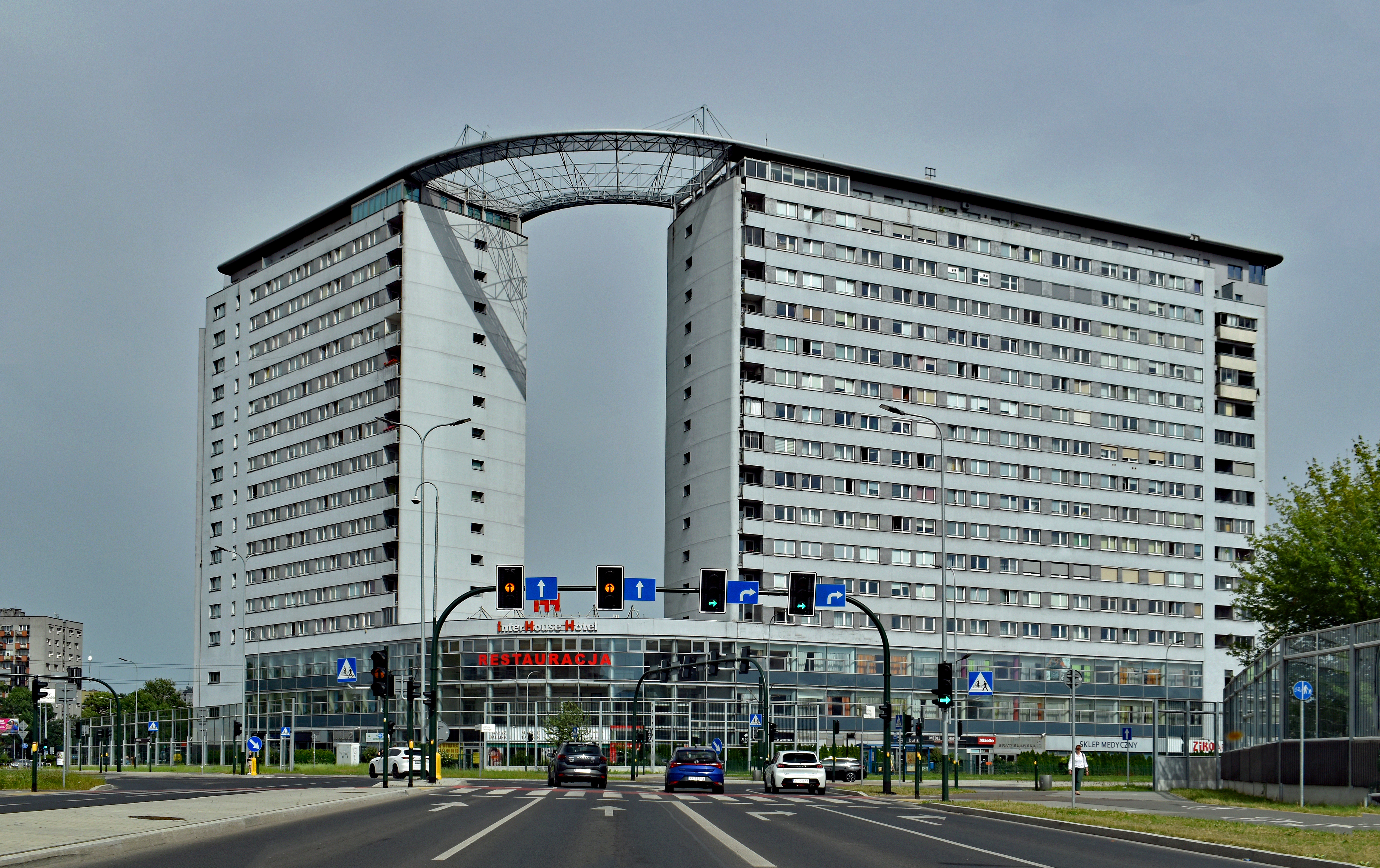
Dom Wschodzącego Słońca (2024)

Dzielnica IV jest położona w północnej części Krakowa. Liczbę mieszkańców szacuje się na 69 135, co sprawia, że jest najludniejszą dzielnicą Krakowa. Ma powierzchnię 2341,87 ha.

### Edukacja
- Instytut badawczy Uniwersytetu Rolniczego
- Zakład Farmakologii PAN
- Instytut Fizyki Jądrowej
- Wyższe Seminarium Franciszkanów.
- Centrum Kultury „Dworek Białoprądnicki”
- Centrum Kultury im. Świętej Jadwigi

### Komunikacja
W dzielnicy istnieje dość dobrze rozbudowana komunikacja miejska dzienna. W większości trasy są obsługiwane przez autobusy. Na terenie dzielnicy istnieje jedna pętla tramwajowa (Krowodrza Górka) oraz kilka pętli autobusowych.

### Rekreacja

#### Parki
- Park Krowoderski – park o powierzchni ponad 8 ha. Na jego terenie znajduje się boisko PKS Jadwiga, rekreacyjna górka saneczkarska, szereg mniejszych boisk i terenów rekreacyjnych oraz ogródek jordanowski i urządzenia małej architektury.
- Park Leśny Witkowice – park leśny o powierzchni 15,8 ha. W parku utworzone są liczne szlaki rowerowe, szlaki piesze, turystyczne m.in. Twierdzy Kraków.
- Park im. Stanisława Wyspiańskiego – park o powierzchni nieco ponad 2,5 ha ukryty wśród ogródków działkowych. Oprócz ławek przy alejkach znajduje się w nim plac zabaw. Posiada trzy wejścia: od ulicy Makowskiego, od ulicy Racławickiej (przy kościele) oraz od ul. Chełmońskiego-deptak.
- Park im. Tadeusza Kościuszki – park przy Dworku Białoprądnickim o powierzchni ponad 3 ha.
- Tenczyński Park Krajobrazowy – park krajobrazowy położony na zachód od Krakowa. Wchodzi w skład Zespołu Jurajskich Parków Krajobrazowych.

#### Kluby sportowe
- Klub Sportowy KS Clepardia
- Parafialny Klub Sportowy Jadwiga
- Klub Sportowy UKS Olimpic Kraków
- Klub Sportowy KS Bronowicki
- Klub Sportowy KS Tonianka
- Krakowski Klub Szachistów

### Zabytki
- Dworek Białoprądnicki
- Fort pancerny pomocniczy 43a „Podchruście”
- Pałac Fischerów
- Pałacyk Rutkowskiego
- Willa pod Gackami

### Obiekty religijne
Kościół rzymskokatolicki:
- Kościół Chrystusa Odkupiciela Człowieka w Krakowie, al. Stelmachów 137,
- Kościół św. Jadwigi Królowej w Krakowie (ul. Łokietka), ul. Władysława Łokietka 60,
- Kościół św. Jacka w Krakowie, ul. Radzikowskiego 49,
- Kościół św. Marii Magdaleny w Krakowie (ul. Dożynkowa), ul. Dożynkowa 35,
- Kościół Najświętszej Maryi Panny Matki Kościoła w Krakowie, ul. Pasteura 1,
- Kościół Niepokalanego Poczęcia Najświętszej Maryi Panny w Krakowie (ul. Chełmońskiego), ul. Chełmońskiego 41,
- Kościół św. Stanisława Biskupa i Męczennika w Krakowie (ul. Maciejkowa), ul. Maciejkowa 3,
- Kościół Stygmatów św. Franciszka z Asyżu w Krakowie, ul. Ojcowska 1.

Świadkowie Jehowy:
- Sala Królestwa, zbory: Kraków–Azory, Kraków–Krowodrza, Kraków–Łobzów, ul. Na Polach 36a[7].

## Galeria

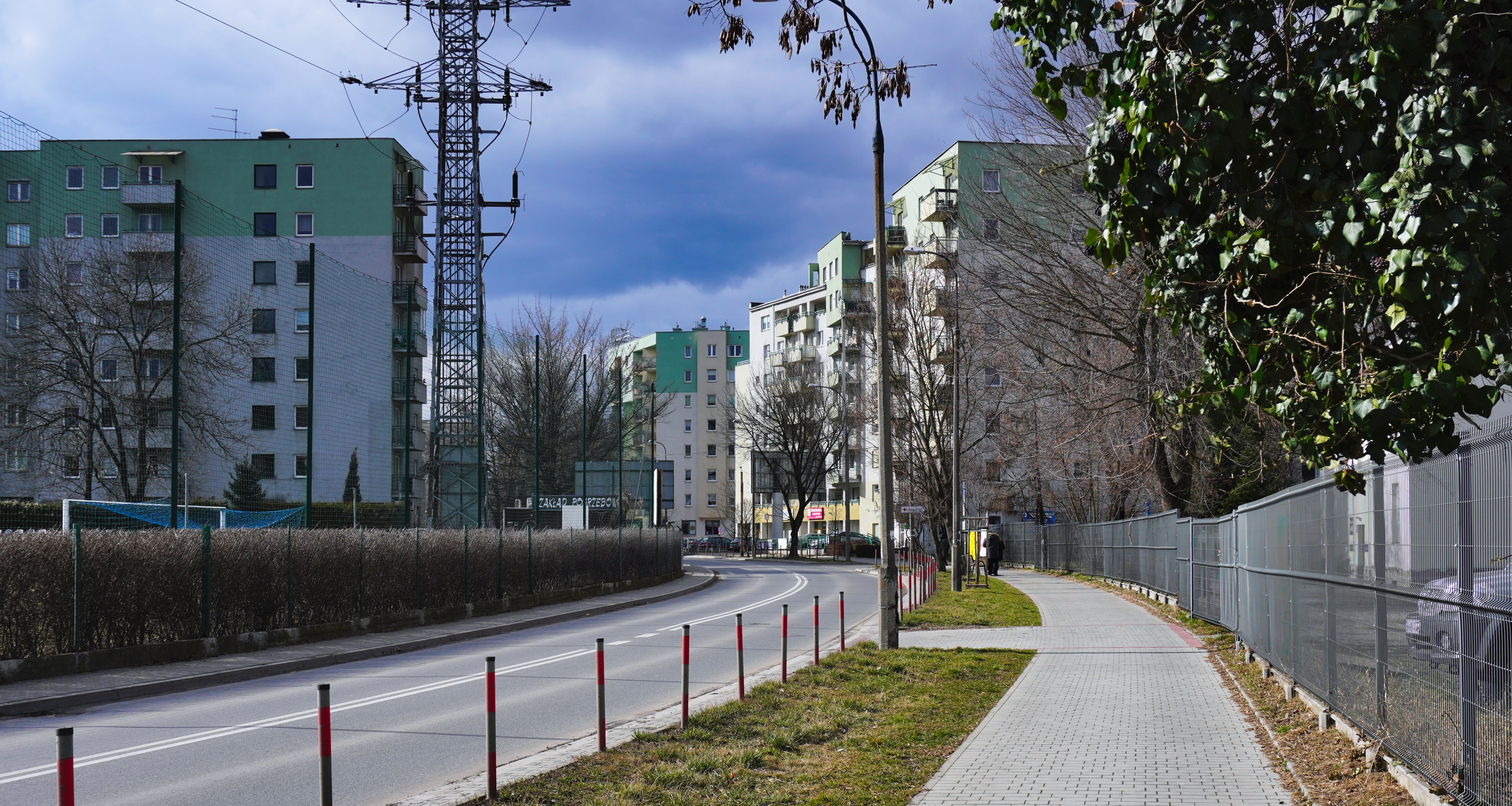
Ulica gen. Augusta Fieldorfa-Nila, widok na zachód
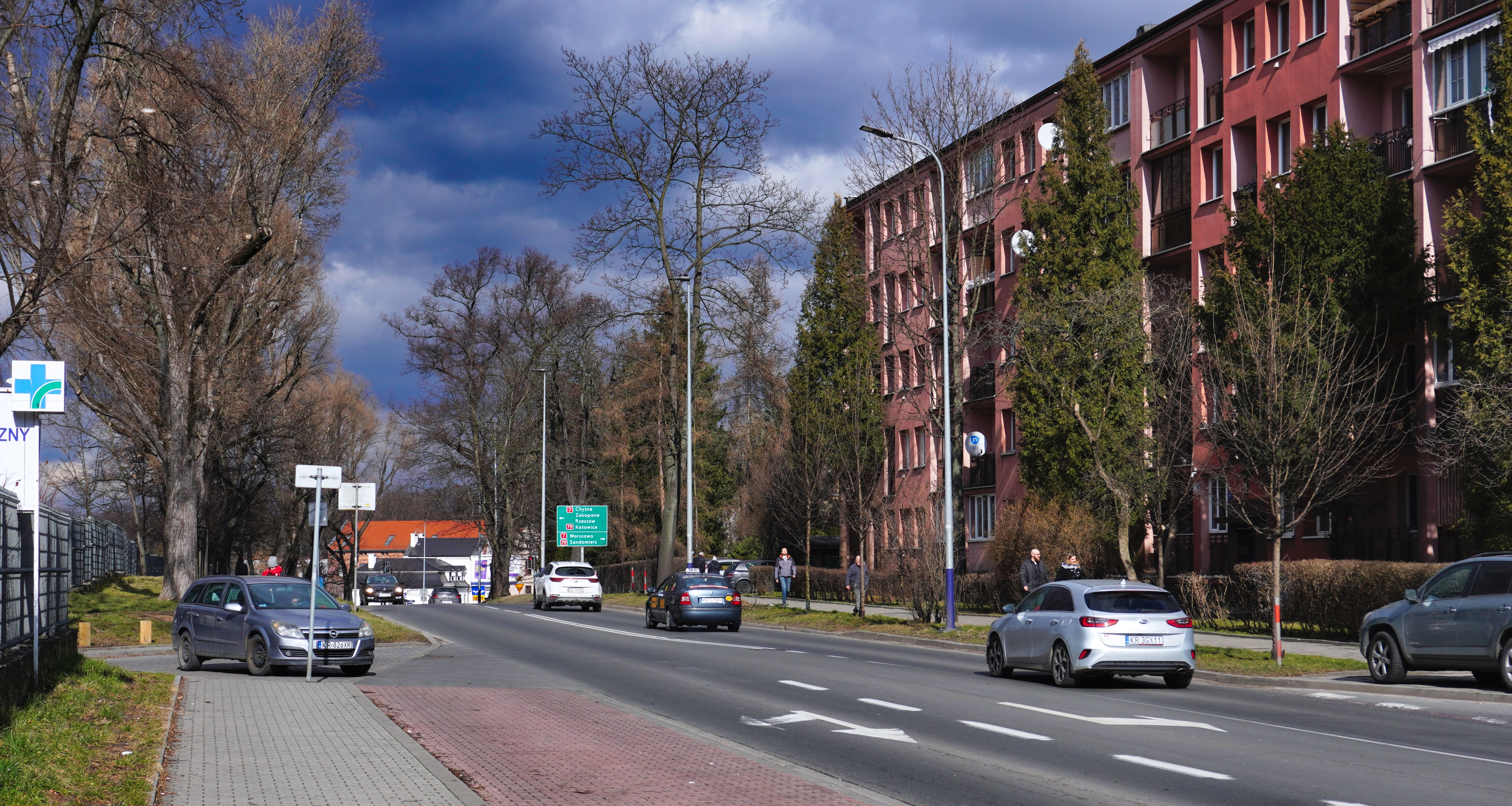
Ulica Prądnicka, widok na północ
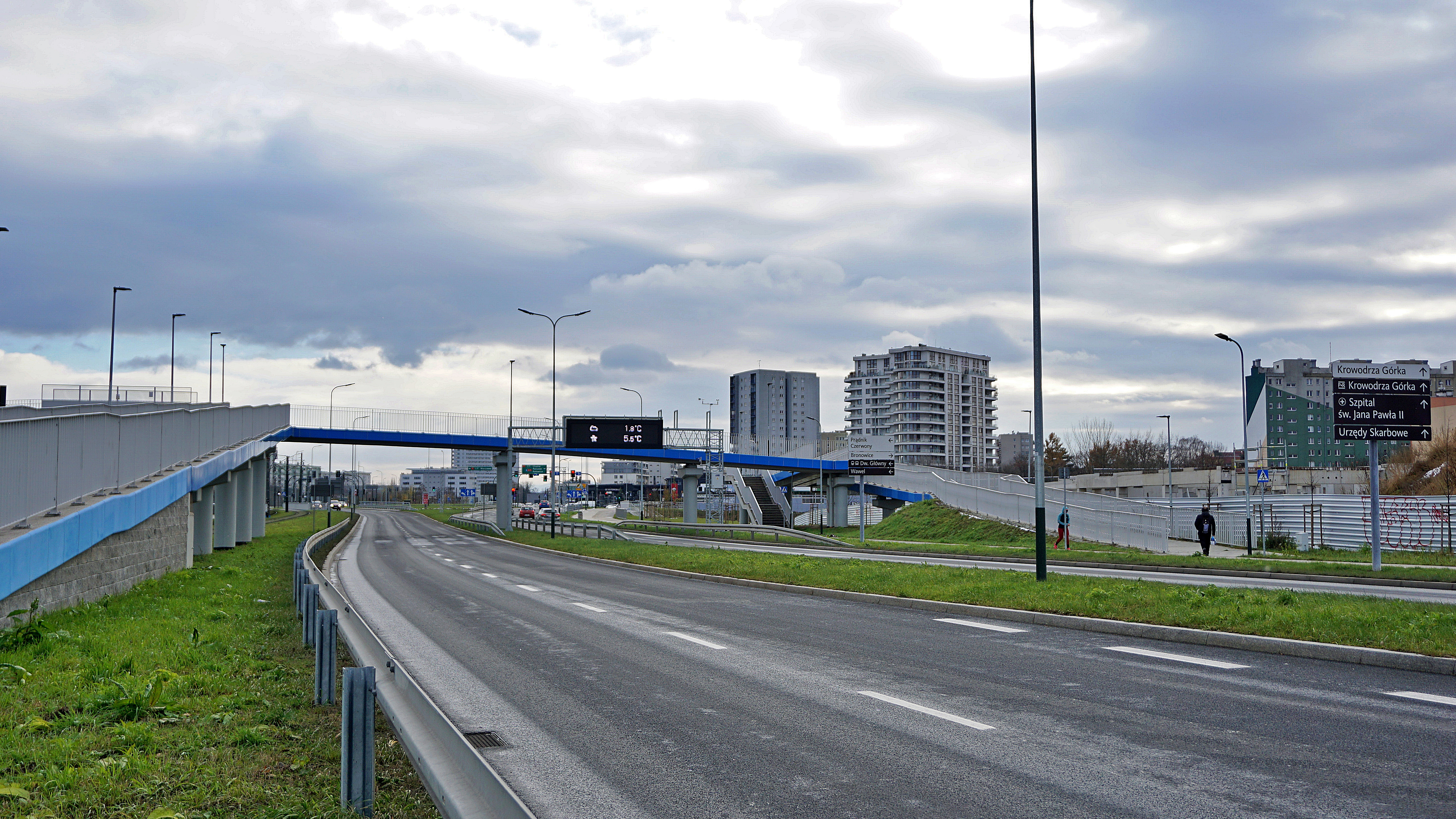
Ulica gen. Stanisława Sosabowskiego, widok na południe